# پائولا سوارز
 پائولا سوارز (انگلیسی: Paola Suárez؛ زاده ۲۳ ژوئن ۱۹۷۶) یک تنیس‌باز اهل آرژانتین است. 